# Thalassochernes taierensis
Espèce
Synonymes
- Chelifer taierensis With, 1907

Thalassochernes taierensis est une espèce de pseudoscorpions de la famille des Chernetidae.

## Distribution
Cette espèce est endémique de Nouvelle-Zélande.

## Étymologie
Son nom d'espèce, composé de taier[i] et du suffixe latin -ensis, « qui vit dans, qui habite », lui a été donné en référence au lieu de sa découverte, le Taieri. 

## Publication originale
- With, 1907 : On some new species of the Cheliferidae, Hans., and Garypidae, Hans., in the British Museum. Journal of the Linnean Society of London, Zoology, vol. 30, p. 49-85 (texte intégral).